# Hýskov
Hýskov är en ort i Tjeckien.   Den ligger i regionen Mellersta Böhmen, i den centrala delen av landet, 29 km väster om huvudstaden Prag. Hýskov ligger 261 meter över havet och antalet invånare är 1 296.
Terrängen runt Hýskov är kuperad söderut, men norrut är den platt. Hýskov ligger nere i en dal. Runt Hýskov är det ganska tätbefolkat, med 83 invånare per kvadratkilometer. Närmaste större samhälle är Kladno, 17,8 km norr om Hýskov. I omgivningarna runt Hýskov växer i huvudsak blandskog.